# Ilona Kaló
Ilona Kaló (Miskolc, 18 agosto 1940) è un'ex cestista ungherese.
È la sorella di Mária Kaló.

## Carriera
Con l'Ungheria ha disputato due edizioni dei Campionati del mondo (1957, 1959) e tre dei Campionati europei (1960, 1962, 1964).